# Геотропизъм
Геотропизъм (или гравитропизъм) е растеж или движение (тропизъм) на растение, повлияно от гравитацията. При положителен геотропизъм нарастването е във вертикална посока надолу. При отрицателен геотропизъм нарастването е в противоположна посока. При неутрален геотропизъм нарастването е хаотично спрямо гравитацията.
Типичен пример е отрицателният геотропизъм на стъблото и положителният геотропизъм на коренът при което те нарастват съответно нагоре и надолу, независимо от положението на семето в почвата.